# Microeditoria
Il termine microeditoria indica una particolare nicchia di produzione e di mercato editoriale, quella degli editori che ogni anno editano al massimo 10 titoli nuovi. I microeditori tendono a seguire personalmente tutte le fasi della creazione del libro, suggerendo agli autori le modifiche da apportare: dalla verifica del contenuto, alla scelta della soluzione estetica, alla realizzazione concreta, alla promozione e alla vendita diretta.

## Dati
Secondo la classificazione e i dati forniti dall'Associazione Italiana Editori (AIE) i piccoli editori (meno di 10 libri all'anno) rappresentano il 3,4% del valore della produzione libraria in Italia (pari a 152,1 milioni di euro). I medi editori (fino a 50 titoli) arrivano al 9,0% (pari a 394,5 milioni) e i grandi editori (più di 50 titoli) i restanti 3.874 milioni di euro.
Il prezzo medio di copertina dei libri pubblicati dai piccoli editori è 20,85 euro, mentre quello dei medi 18,36 euro e dei grandi 18,50. Per quanto riguarda i titoli editi ogni anno, i grandi gruppi sfornano il 72,7% della quota totale dei libri pubblicati e quasi l'87% delle copie distribuite, i medi editori il 20,2% e i piccoli il 7,1%. Secondo Giuliano Vigini, editore lui stesso e studioso del settore editoriale italiano, i piccoli e medi editori pubblicano più titoli nuovi, anziché ristampe, rispetto alla media nazionale che è attorno al 60-61%.

## Fiere dedicate alle microeditoria
La prima, e per diversi anni unica, manifestazione dedicata esclusivamente alla piccola editoria in Italia è stata "Parole nel tempo" a Belgioioso, la cui prima edizione risale al 1990. La manifestazione è cessata nel 2011 (l'ultima edizione si è svolta nel 2010).

Questa illustre rassegna si teneva nel Castello pavese di Belgioioso a fine settembre.
Dal 2003, anche a Chiari in provincia di Brescia, si tiene ogni anno nel secondo week end di novembre la Rassegna della Microeditoria, dedicata ai "micro" e ai "piccoli editori". L'evento, ideato da Angelo Mena, rappresenta una tra le più importanti manifestazione sulla microeditoria in Italia ed ospita decine di case editrici provenienti da tutta la penisola. La rassegna si tiene nelle stanze liberty della Villa Mazzotti di Chiari, la villa del conte ideatore della famosa gara automobilistica Mille Miglia. All'edizione del 2014 hanno partecipato oltre 100 microeditori e 10.000 visitatori.
Sempre nel 2003 nasce il Pisa Book Festival, che si tiene presso la sede dei Congressi e la stazione Leopolda di Pisa. È organizzato con il sostegno della Fondazione Caripisa, il Centro per il Libro e la lettura, la regione Toscana, la provincia e la città di Pisa. Ogni anno ospita anche un Paese straniero. Nel 2009 la Norvegia fu l'ospite d'onore.
Anche a Susegana, provincia di Treviso, si tiene ogni anno una mostra nazionale della piccola e media editoria chiamata "Libri in Cantina". La mostra, attiva dal 2004, dura 2 giorni e si svolge ai primi di ottobre.
Nel 2009 nasce Lib(e)ri sulla carta che si tiene in settembre presso l'Abbazia di Farfa, organizzata con il sostegno del crowdfunding.